# Lê Doãn Giản
Lê Doãn Giản (chữ Hán: 黎允僩, 1715-1774), người xã Đại Mão, huyện Siêu Loại (nay thuộc xã Hoài Thượng, thị xã Thuận Thành, tỉnh Bắc Ninh). Ông đỗ đệ tam giáp đồng tiến sĩ xuất thân khoa thi năm Cảnh Hưng thứ 4 (Quý Hợi, 1743) thời Lê Hiển Tông. Ông là anh của Lê Doãn Thân, cũng đỗ tiến sĩ vào năm 1748, và là cha của Lê Quýnh, một quan lại được biết đến nhiều trong giai đoạn 1787-1789, khi Lê Chiêu Thống sai người sang cầu viện nhà Thanh nhằm khôi phục lại ngai vàng đã mất nhưng bất thành.
Ông làm quan tới Hữu Thị lang Công bộ, Tả Thị lang Hình bộ, hành Sơn Nam Thừa chính sứ.